# Toušice
Toušice é uma comuna checa localizada na região da Boêmia Central, distrito de Kolín.